# Joseph Chipolina
Joseph Luis Chipolina (* 14. Dezember 1987 in Gibraltar) ist ein gibraltarischer Fußball- und Futsalspieler.

## Karriere

### Vereine
Chipolina begann seine Karriere beim Laguna FC auf Gibraltar. Im Sommer 2006 verließ er Gibraltar und ging nach Spanien, wo er seine Karriere bei La Bolonia CF in der an das britische Überseegebiet grenzenden Stadt La Línea de la Concepción fortsetzte. Nach einer Saison wurde der Stadtrivale und Segunda División B Verein Real Linense auf ihn aufmerksam. Chipolina unterschrieb letztendlich im Sommer 2007 und spielte bis zum Sommer 2011 für RB Linense. Er erzielte zwischen 2007 und 2011 in 108 Spielen 17 Tore, bevor er im Juli 2011 zum Ligarivalen CD San Roque de Lepe verliehen wurde. Er kam bei San Roque in der Saison zu 24 Spielen und erzielte dabei zwei Tore, bevor er seinen Leihvertrag bei CD San Roque kündigte. Chipolina kehrte zu Balmompédica zurück und löste auch hier seinen bis zum Saisonende laufenden Vertrag auf. Er wechselte dann im April 2012 in die USA, wo er fortan seine Karriere bei den Real Colorado Foxes fortsetzen sollte. In den USA kam er jedoch nicht zurecht und kehrte daher im August 2013 nach Gibraltar zurück, er schloss sich dem St Joseph’s FC an. In der Saison 2022/23 folgte eine Leihe zum Ligarivalen Glacis United FC, bevor er 2023 fest zum FC Bruno’s Magpies wechselte.

### Nationalmannschaft
Chipolina absolvierte sein erstes offizielles FIFA-A-Länderspiel für die gibraltarische Fußballnationalmannschaft am 19. November 2013 beim 0:0 im portugiesischen Faro gegen die Slowakei. Zuvor lief er zwischen 2007 und 2013 in inoffiziellen Länderspielen für Gibraltar auf, unter Ausschluss der Beachtung und Wertung der Länderspiele durch die UEFA und FIFA. Er spielte zudem im Sommer 2011 die Island Games, scheiterte aber bereits mit dem Team in der Vorrunde. Am 13. Oktober 2018 sorgte er im Nations-League-Spiel gegen Armenien für ein Novum: Sein Elfmetertor in der 50. Minute brachte den ersten Pflichtspielsieg in der Geschichte der gibraltarischen Nationalmannschaft.

## Futsalkarriere
Im Januar 2013 spielte er mit Gibraltar die Vorrunde der Futsal-Europameisterschaft 2014, schied aber nach drei deutlichen Niederlagen mit seinem Team aus. Chipolina schrieb bei dem Turnier jedoch Futsal-Geschichte, indem er das erste Futsaltor in einem Turnier für Gibraltar erzielen konnte.

## Sonstiges
Sein Cousin Roy und sein Bruder Kenneth Chipolina sind ebenfalls als Fußballspieler in Gibraltar aktiv.